# Industriemuseum Elmshorn

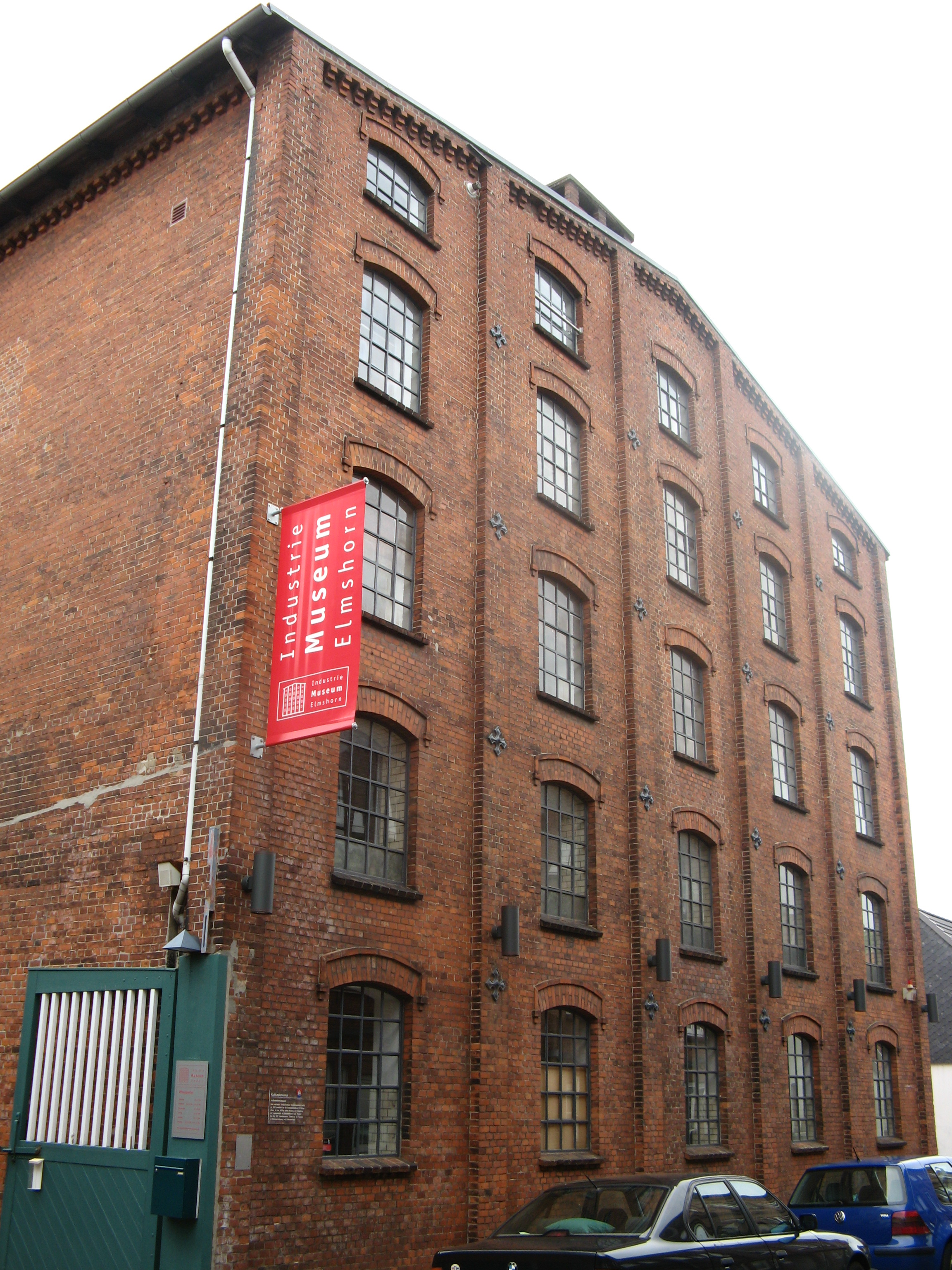
Das Museumsgebäude in der Catharinenstraße 1

Das Industriemuseum Elmshorn ist ein Museum im schleswig-holsteinischen Elmshorn. Es behandelt die Zeit von Mitte des 19. Jahrhunderts bis nach dem Zweiten Weltkrieg. Insbesondere die Industrialisierung wird am Beispiel der Stadt Elmshorn, die von 1890 bis zum Ersten Weltkrieg ihre Blütezeit hatte, erklärt. Eine besondere Attraktion des Museums ist eine funktionsfähige Dampfmaschine, die vorgeführt wird.

## Geschichte
Eröffnet wurde das Museum am 25. Oktober 1953 vom Heimatforscher und Lehrer Konrad Struve unter ehrenamtlicher Leitung. Schon mehrere Monate zuvor am 15. September 1952 war das Gebäude eingeweiht worden. Nachdem das Museum 1972 umgestaltet und umgezogen war, übernahm 1981 der Lehrer Uwe Köpcke die Leitung. Mit ihm kamen fünfzehn freiwillige Mitarbeiter, die die Arbeit demokratisierten. Im Jahre 1985 wurde das Museum stark erweitert; es werden Maschinen, Fotos, Produkte, Lehrbriefe und auch Interviews aufgenommen. Das Industriemuseum ist ein Museum zum "Anfassen", da die Objekte größtenteils nicht hinter Glas stehen.
1988 wurde das heutige Museumsgebäude in der Catharinenstraße 1 erworben, das bis 1993 nach und nach bezogen, eingerichtet und eröffnet wurde. In den 1990er-Jahren wurde das Museum erweitert und gewann zunehmend an Bedeutung. Es fanden nun auch regelmäßig Vorträge, Tagungen, Konzerte, Tanzabende und Theateraufführungen in den Museumsräumen statt. Zum 1. September 1995 erhielt das Museum mit der Kulturwissenschaftlerin Bärbel Böhnke zum ersten Mal eine wissenschaftliche Kraft.